# معركة خليج دانزيج
معركة خليج دانزيج (بالبولندية: bitwa w Zatoce Gdańskiej) وقعت في الأول من سبتمبر عام 1939، في بداية غزو بولندا، عندما تعرضت السفن الحربية التابعة للبحرية البولندية لهجوم من قبل طائرات القوات الجوية الألمانية في خليج غدانسك ( خليج دانزيج آنذاك). كانت أول معركة بحرية جوية في الحرب العالمية الثانية. 

## خلفية
كانت البحرية البولندية في الجمهورية البولندية الثانية (1919-1939) مستعدة في المقام الأول كوسيلة لدعم الاتصالات البحرية مع فرنسا في حالة الحرب مع الاتحاد السوفيتي. وبعد أن أصبح واضحاً أن المعتدي سيكون ألمانيا، وأن المدخل إلى بحر البلطيق سيتم إغلاقه، تم سحب ثلاث من المدمرات البولندية الحديثة الأربع من بحر البلطيق إلى بريطانيا في ما أطلق عليه عملية بكين. كانت القوات المتبقية، المكونة من سفينة كبيرة لزرع الألغام، ومدمرة واحدة، وخمس غواصات وسفن أصغر، ستنفذ عمليتين بحريتين رئيسيتين، تهدفان إلى تعطيل الحركة البحرية الألمانية في منطقة خليج دانزيج وحركة العبور بين ألمانيا وبروسيا الشرقية. تم إرسال جميع الغواصات إلى مناطقها العملياتية في جنوب بحر البلطيق للمشاركة في خطة ووريك، وهي محاولة للدفاع عن الساحل البولندي ضد عمليات الإنزال الألمانية المحتملة.

## مقدمة
وكان من المقرر إرسال جميع السفن السطحية المتبقية من القاعدة البحرية في غدينيا إلى شبه جزيرة هيل، حيث كان من المقرر أن تبدأ ما يسمى بعملية رورك. كانت الخطة هي وضع حاجز ألغام بحرية بين شبه جزيرة هيل ودانزيج لمنع أي سفينة معادية من دخول المنطقة.
عند الغسق، غادرت عشر سفن حربية بولندية ميناء غدينيا متوجهة إلى مدينة هيل، الواقعة على الجانب الآخر من الخليج. هناك، كان من المقرر أن تبدأ السفن عملية زرع الألغام. غادرت المدمرة ويتشر إلى موقعها في وقت سابق ولم تشارك في المعركة. 
بعد الظهر، رصدت طائرة استطلاع ألمانية جريف. في غضون نصف ساعة تم تنظيم غارة جوية ألمانية وشنها.

## المعركة

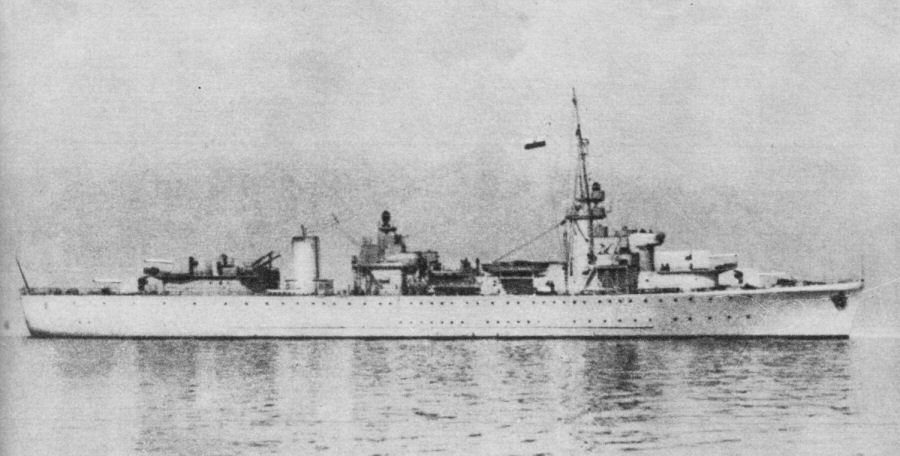
زارعة الألغام البولندية جريف

أثناء عبور خليج دانزيج، فوجئ الأسطول بمجموعة من 33 طائرة حربية ألمانية، معظمها قاذفات قنابل من طراز يونكرز يو 87. انقسمت الطائرات الألمانية إلى مجموعتين وهاجمت. تحركت السفن البولندية بشكل متعرج لتجنب التعرض للضرب. أجبرت النيران المضادة الطائرات على القصف من ارتفاع أعلى. كانت الغارة الجوية غير ناجحة في معظمها ولم تتكبد السفن البولندية سوى خسائر طفيفة. وظل العمود الفقري للأسطول البولندي، سفينة جريف التي تحمل على متنها أكثر من 300 لغم بحري، دون أن يلحق بها أي أذى.
ومع ذلك، بعد وقت قصير من صد الغارة الجوية الأولى، عادت القاذفات الألمانية، حوالي الساعة 18:00. لم تكن هناك إصابات مباشرة، لكن تضررت زارعتي ألغام بسبب حوادث قريبة ونيران المدافع الرشاشة. أدى حادث تصادم كاد أن يؤدي إلى تعطيل سفينة ميوا، مما أدى إلى مقتل أو إصابة 22 من أفراد طاقمها، لذلك كان لا بد من جرها بواسطة ريبيتوا. قُتل قائد سفينة جريف، القائد ستيفان كفياتكوفسكي، بنيران مدفع رشاش ألماني، وأصيب 29 من رجاله، وتعطلت دفة سفينته. تولى الضابط التنفيذي الملازم القائد فيكتور لوميدزي، القيادة. خوفًا من أن تكون حمولتها المكونة من 300 لغم عبئًا، أمر بإلقاء الذخائر في البحر. 

## النتائج

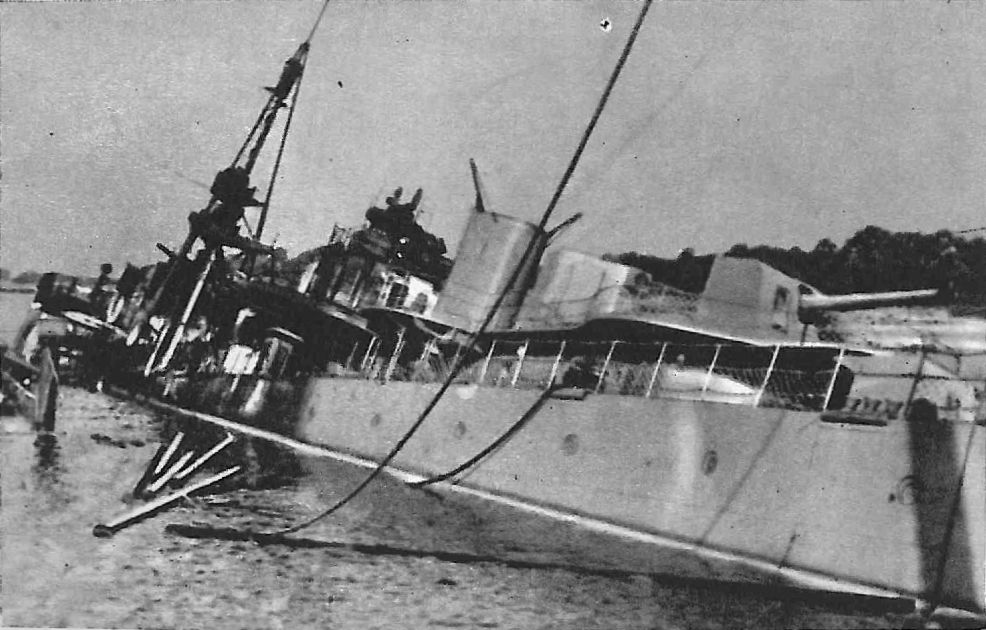
سفينة جريف الغارقة

بعد الغارات الجوية، وصل الأسطول البولندي إلى هيل. ومع ذلك، بما أن جريف قد تخلت عن جميع حمولتها وتعرضت لأضرار، كان لا بد من إلغاء عملية روركا. ولم تتلق وحدة ويتشر الأوامر بإلغاء العملية، فتوجهت مباشرة إلى منطقة العمليات المحددة مسبقًا لتغطية زارعي الألغام. في الليل، رصدت ويتشر، بقيادة الرائد ستيفان دي والدن، مدمرتين ألمانيتين، وفي وقت لاحق سفينة تم التعرف عليها خطأ على أنها طراد خفيف، لكنه لم يهاجم، لأنه لا يريد المساس بالعملية.
بعد العودة إلى شبه جزيرة هيل، تم تجريد ويتشر وجريف من معظم المعدات وتم استخدامهما كمنصات مضادة للطائرات في قاعدة هيل البحرية.